# Leopold Graebener
Karl Friedrich Leopold Graebener (* 24. Mai 1849 in Michelfeld (Angelbachtal); † 3. Januar 1937 in Oberkirch) war der letzte badische Hofgartendirektor.

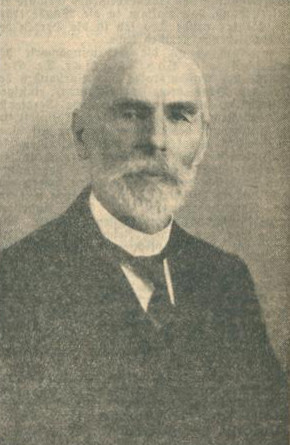
Leopold Graebener, um 1929

## Leben
Seine Ausbildung machte Graebener im Großherzoglichen Botanischen Garten in Karlsruhe. Er leistete seinen Einjährig-Freiwilligen-Dienst ab und machte den Deutsch-Französischen Krieg 1870/71 als Soldat mit. Anschließend arbeitete er in Brüssel als Gehilfe von Jean Linden, 1873 baute er eine Privatgärtnerei in Südrussland auf, schon im selben Jahr kehrte er aber nach Karlsruhe zurück, wo er verschiedene Funktionen im Hofdienst und im Botanischen Garten innehatte.
1895 wurde Graebener zum Großherzoglich Badischen Hofgartendirektor berufen. Damit unterstanden ihm sämtliche Hofgärten in Baden, u. a. die Gärten auf der Insel Mainau sowie die Schlossgärten in Rastatt und Schwetzingen.
Graebener erstellte eigenhändig ein Bücherverzeichnis der Bibliothek der Großherzoglichen Gartendirektion, er publizierte u. a. in der Zeitschrift Die Gartenwelt und gab einen Führer der Insel Mainau heraus. Er war Gründungs- und später Ehrenmitglied der Deutschen Dendrologischen Gesellschaft (DDG).
1915 konnte Graebener sein fünzigstes Berufsjubiläum feiern, im Ersten Weltkrieg leistete er Dienst im Militärbekleidungsamt. 1919 wurde Graebener pensioniert und zog nach Oberkirch im Renchtal.

## Veröffentlichungen (Auswahl)
- Die Kultur der Topfpflanzen im Zimmer. Ulmer, Stuttgart 1895.
- Bibliothek der Grossh. Gartendirektion Karlsruhe. Großherzogliche Gartendirektion, Karlsruhe 1896.
- Mainau: ein Führer durch die Insel mit Einblicken in ihre Geschichte. Ackermann, Kontanz 1897.
- Die empfehlenswertesten Ziergehölze für einen größeren Hausgarten. In: Mitteilungen der Deutschen Dendrologischen Gesellschaft, Bd. 23 (1914), S. 104–116.
- Kakteenzucht. Parey, Berlin 1925.
- Großherzog Friedrich als Natur- und Pflanzenfreund. In: Die Pyramide. Wochenschrift zum Karlsruher Tagblatt, Jg. 15, 5. September 1926, S. 7 (Digitalisat).